# Batalla de Nísibis (217)
La batalla de Nísibis se libró en el verano de 217 entre los ejércitos del Imperio romano bajo el emperador recién ascendido Macrino y el ejército parto del rey Artabano IV. Duró tres días y terminó con una sangrienta victoria de los partos. Ambos bandos sufrieron grandes bajas. Como resultado de la batalla, Macrino se vio obligado a buscar la paz, pagando a los partos una enorme suma y abandonando la invasión de Mesopotamia que Caracalla había comenzado un año antes.

## Trasfondo

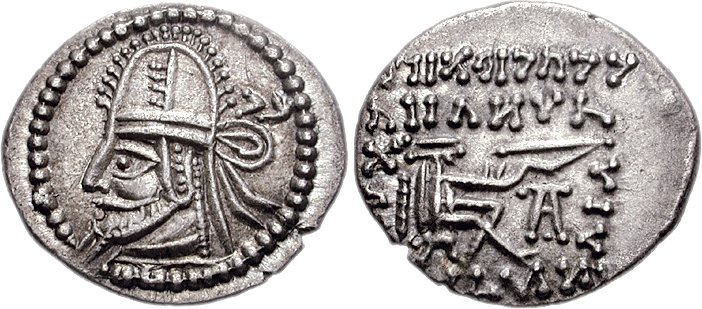
Moneda con la efigie del rey parto Artabano IV

Durante siglos, Roma y Partia habían dominado el Medio Oriente y se habían enfrentado entre sí. Durante ese período, varios líderes romanos dirigieron varias invasiones del territorio parto, sobre todo la fallida campaña de Craso y la conquista de Mesopotamia por Trajano. A principios de la década de 210, estalló una guerra civil en el Imperio parto, donde Artabano IV se levantó contra su hermano Vologases VI. Artabano rápidamente estableció el control de la mayoría de los territorios occidentales, lo que lo puso en contacto con el Imperio romano.
En este punto, el emperador romano Caracalla, que se consideraba un segundo Alejandro Magno, decidió aprovechar el conflicto parto. Le propuso una alianza a Artabano e incluso pidió casarse con su hija. Cuando se acordó la alianza, Caracalla con su ejército entró en Mesopotamia sin oposición, aparentemente para encontrarse con su aliado y futuro suegro. Pero cuando se topó con Artabano y su corte, Caracalla atacó traidoramente y mató a muchos de ellos. Artabano escapó, pero los romanos pudieron saquear las tierras al este del Tigris antes de regresar a Edesa para pasar el invierno.
Sin embargo, el 8 de abril de 217, Caracalla fue víctima de un complot de su prefecto pretoriano, Marco Opelio Macrino y fue asesinado. Macrino se convirtió en emperador, pero Artabano ya se acercaba, habiendo reunido un gran ejército para vengarse del traicionero ataque de los romanos. La situación fue bien resumida por el propio Macrino en el discurso que pronunció a su ejército, según cuenta Herodiano:

Ves al bárbaro con toda su horda oriental ya sobre nosotros, y Artabano parece tener buenas razones para su enemistad. Lo provocamos rompiendo el tratado, y en un momento de completa paz iniciamos una guerra. [...] No se trata de una disputa sobre límites o lechos de ríos; todo está en juego en esta disputa en la que nos enfrentamos a un rey poderoso que lucha por sus hijos y parientes que, según él, han sido asesinados en violación de juramentos solemnes.
Herodiano, Historia romana IV.14.6

Al principio, Macrino, sin experiencia militar y deseando evitar una batalla, trató de apaciguar y llegar a un acuerdo con Artabano, ofreciendo devolver a todos los prisioneros. Artabano rechazó esto, exigiendo una compensación financiera, la reconstrucción de las ciudades destruidas y la cesión de las provincias romanas del norte de Mesopotamia, recién conquistadas por Septimio Severo. Estos términos eran inaceptables para los romanos, por lo que Macrino los rechazó.

## La batalla
Los dos enemigos ejemplificaron dos enfoques diferentes de la guerra: el ejército romano se basaba tradicionalmente en la infantería, confiando en sus excelentes legiones, mientras que los partos eran excelentes jinetes, empleando la caballería de choque pesado «catafracta» (grivpanvar), montada en caballos o camellos, en combinación con un gran número de arqueros a caballo. Los dos ejércitos se encontraron cerca de la ciudad romana de Nísibis, pero la fecha exacta del combate no está clara, pero debió ser en el verano del año 217.
Según Dión Casio, la primera escaramuza se produjo por la posesión de un abrevadero. El primer día de batalla, los romanos se desplegaron en una formación típica, con su infantería en el centro y su caballería y tropas ligeras, los lanceros mauritanos, en las alas para proteger sus flancos. Al mismo tiempo, entre los huecos que dejaron las cohortes de infantería pesada, colocaron infantería ligera. Estos podrían avanzar en escaramuzas y luego retirarse a la seguridad de las formaciones más pesadas si es necesario.
Los partos atacaron al amanecer, disparando ráfagas de flechas, mientras que los catafractos, apoyados por lanceros en dromedarios, cargaron contra el frente romano. La infantería ligera que lo cubría sufrió bajas, pero cuando los partos se acercaron se retiraron, dejando un gran número de abrojos tras ellos, con resultados mortales. Los caballos y camellos de los partos los pisaron y cayeron, llevándose a sus jinetes con ellos y rompiendo el impulso del avance. En la lucha cuerpo a cuerpo resultante, los romanos tenían la ventaja.
Los partos lanzaron varios asaltos con poco resultado hasta que cayó la noche, cuando ambos bandos se retiraron a sus campamentos. El segundo día fue una repetición del primero, pero en el tercer día los partos, usando su mayor número y movilidad superior, intentaron flanquear la línea romana. Los romanos respondieron abandonando su habitual formación «profunda» en varias líneas, los triplex acies, y extendieron su frente. Así, al maniobrar también su caballería y tropas ligeras para proteger las alas, evitaron ser flanqueados y rodeados.
En ese momento, las bajas en ambos lados eran tan grandes que «toda la llanura estaba cubierta de muertos; los cadáveres estaban amontonados en enormes montículos y los dromedarios, sobre todo, caían en montones». En este punto, Macrino, con su ejército al borde de la ruptura, envió otra embajada a Artabano, informándole de la desaparición de Caracalla y ofreciendo una compensación sustancial. El ejército parto también había sufrido grandes bajas y, además, como no era una fuerza de milicia profesional sino feudal, había comenzado a inquietarse por la prolongada campaña. Así, Artabano acordó una paz, después de recibir 200 millones de sestercios.

## Consecuencias
En junio de 218, Macrino fue derrotado por las fuerzas que apoyaron a Heliogábalo fuera de Antioquía, mientras Artabano tuvo que enfrentarse al levantamiento del clan sasánida dirigido por Ardashir I. Nísibis fue así la última gran batalla entre Roma y Partia, ya que la dinastía de los partos fue derrocada por Ardashir pocos años más tarde.
Sin embargo, la guerra entre Roma y Persia pronto se reanudó, cuando Ardashir y el sucesor de Heliogábalo, Alejandro Severo, lucharon por Mesopotamia, y las hostilidades continuaron intermitentemente hasta las conquistas musulmanas del siglo VII.